# فرجينيا لونغ
فرجينيا لونغ (بالإنجليزية: Virginia Long) هي قاضية ومحامية أمريكية، ولدت في 1 مارس 1942.

## وصلات خارجية
- فيرجينيا لونغ على موقع إن إن دي بي (الإنجليزية)